# Majoolampi
Majoolampi är en sjö i kommunen Nyslott i landskapet Södra Savolax i Finland. Arean är 49 hektar och strandlinjen är 5,06 kilometer lång. Sjön  ingår i Vuoksens huvudavrinningsområde.   Den ligger omkring 110 kilometer öster om S:t Michel och omkring 310 kilometer nordöst om Helsingfors. 